# Sonic the Hedgehog 4: Episode II
Sonic the Hedgehog 4: Episode II (яп. ソニック・ザ・ヘッジホッグ4 エピソードII, Сонікку дза Хедзіхоггу Фо: Епісо:до Цу, укр. Їжак Сонік 4: Епізод II, також просто Sonic 4: Episode II) — відеогра в жанрі платформер серії Sonic the Hedgehog, випущена компанією Sega у травні 2012 року для приставок PlayStation 3, Xbox 360, Ouya та SHIELD Portable, та операційних систем Microsoft Windows, iOS та Android. Розробкою епізоду спільно займалися студії Sonic Team та Dimps.
Епізод є продовженням Sonic the Hedgehog 4: Episode I дія гри відбувається у світі Соніка. За сюжетом доктор Еґман будує на Маленькій планеті свою базу і поєднується з Метал Соніком. Щоб протистояти двом лиходіям, Сонік закликає на допомогу свого друга лисенятка Тейлза. Разом зі своїм напарником головний герой має намір порушити плани ворогів. Сам ігровий процес Sonic the Hedgehog 4: Episode II подібний до старих ігор, що виходили на Mega Drive/Genesis. В епізоді присутні три персонажі: в основній грі — Сонік і Тейлз, а в додатку Episode Metal — Метал Сонік.
Розробка другого епізоду розпочалася наприкінці 2010 року. У створенні гри брали участь розробники першого епізоду. Після виходу сиквел одержав суперечливі відгуки від ігрової преси. Критики хвалили проєкт за графіку та дизайн рівнів, але головним недоліком порахували взаємодію Соніка з Тейлзом. Розробники планували випустити Episode III, але його розробка була зрештою скасована.

## Ігровий процес

Сонік і Тейлз на рівні «White Park». критики називали взаємодію двох персонажів головним недоліком другого епізоду Sonic the Hedgehog 4

Sonic the Hedgehog 4: Episode II є двовимірним платформером. Дія гри відбувається після подій Sonic the Hedgehog CD. За сюжетом доктор Еґман знову наблизив Маленьку планету (англ. Little Planet) до світу Соніка, де вчений будує свою основу. До лиходія приєднується робот Метал Сонік. Щоб протистояти ворогам, Сонік закликає на допомогу свого друга лисеня Тейлза. Разом зі своїм напарником головний герой має намір зруйнувати плани лиходіїв та відновити лад на планеті.
Ігровий процес виконаний у стилі перших частин серії, що виходили на консоль Mega Drive/Genesis. Головному герою доведеться пройти п'ять ігрових зон («Sylvania Castle», «Sky Fortress», «Oil Desert», «White Park» і «Death Egg mk.II»), розділених на три акти й фінальний рівень з босом. Крім цього, для гравців, які мають перший і другий епізоди на одній платформі, доступний Episode Metal, що включає чотири перероблені локації з Episode I («Splash Hill», «Casino Street», «Lost Labyrinth», «Mad Gear»). По дорозі Сонік знищує ворогів-роботів, званих бадніками (англ. Badnik), і збирає золоті кільця для отримання додаткових життів або для доступу на спеціальний етап. Також на зонах розкидані червоні кільця, які необхідно збирати для повного проходження гри та отримання спеціального трофея чи досягнення, та бонуси, що зберігаються у спеціальних моніторах — наприклад, додаткове життя чи тимчасова невразливість. Проходження кожного акта обмежено десятьма хвилинами; залежно від витраченого часу наприкінці акту гравцю присуджуються бонусні очки. У разі смерті Соніка проходження гри починається заново або з контрольної точки. Дійшовши до кінця перших трьох актів зони, гравець повинен відзначити їхнє завершення, торкнувшись таблички із зображенням доктора Еґмана; в четвертому акті гравець бореться з босом в особі самого Еґмана, проте в «White Park», «Sky Fortress» і «Death Egg mk.ll» суперником головного героя стає ще й Метал Сонік.
Гравець бере на себе роль персонажа їжака Соніка. За допомогою прийому spin dash головний герой може, попередньо розігнавшись на місці, перекочуватися у вигляді клубка з високою швидкістю, що також використовується і для атаки супротивників, а з homing attack — атакувати найближчого супротивника у стрибку із самонаведенням. З іншого боку, їжак також може взаємодіяти з персонажем, керованим комп'ютером — двохвостим лисеням Тейлз. Основними здібностями лисиці є можливість літати завдяки тому, що має два хвости й обертає ними, як пропелер, і плавати під водою. Водночас Сонік та Тейлз можуть долати різні перешкоди, наприклад, перелетіти високу стіну, або виконати комбо-прийом. В режимі одного користувача лисеня для гравця недоступний, але можна пограти за нього в локальному та онлайн-мультиплеєрі. У Episode Metal головним героєм виступає робот Метал Сонік, ігровий процес якого нічим не відрізняється від гри за Соніка. Крім цього, у другій частині доступний режим «Time Attack», в якому пропонується проходження рівнів за мінімальний час.
Коли Сонік закінчує перший або другий акт зони щонайменше з 50 кільцями та потрапляє у велике кільце, яке зазвичай висить у повітрі над фінішною межею, він переходить в один із семи спеціальних рівнів — «Special Stage». Як і в Sonic the Hedgehog 2, особливий етап Sonic the Hedgehog 4: Episode II представлений у вигляді різноколірної довгої труби. Гравець повинен зібрати необхідну кількість кілець і уникати перешкод, зіткнувшись із якими ігровий персонаж втрачає набрані кільця. У разі вдалого проходження гравець отримує Ізумруд Хаосу та додаткові очки за зібрані кільця. Зібравши всі сім каменів, Сонік отримує можливість перетворитися на Супер Соніка: персонаж забарвлюється в золотий колір, стає невразливим до будь-яких пошкоджень, атакує ворогів простим торканням, а також набагато швидше бігає та стрибає. Супер Сонік може загинути тільки від падіння в прірву або потонув, а перебування персонажа в цій формі обмежене наявних у нього числом кілець, яке щомиті зменшується.

## Розробка та випуск гри
Гра Sonic the Hedgehog 4: Episode II розроблялася одночасно з Sonic Generations, і робота над її створенням розпочалася наприкінці 2010 року. Створенням епізоду знову зайнялися студії Sonic Team та Dimps. Керівником проєкту став програміст Макото Судзукі, продюсером — глава Sonic Team Такаші Іізука, а композитор Дзюн Сеноуе написав ряд мелодій для даного епізоду. Гра створювалася в першу чергу для таких платформ як Xbox 360, PlayStation 3, iOS, Windows Phone 7, Android та Windows. На відміну від першої частини Episode II не вийшов на Wii; за словами бренд-менеджера Кена Балоу, причиною релізу Episode I на цій платформі він назвав залучення до Sonic the Hedgehog 4 якнайбільшої аудиторії. Скасована була і версія для Windows Phone, було заплановано кросс-сумісність для версій Xbox Live Arcade і Windows Phone, що дозволяло би гравцям продовжувати проходити гру за допомогою збереження в хмарі, нехаленжо від платформи, але цю ідею було відкинуто.
Розробники намагалися врахувати всі скарги та побажання гравців. Наприклад, у другому епізоді повернулося лисеня Тейлз, з яким Соніку на рівнях доводиться часто взаємодіяти. На додаток до основної гри команда також створила Episode Metal, повністю присвячений андроїду Метал Сонік. Для проєкту було створено п'ять ігрових зон, причому одна з них — «Death Egg», заснована на однойменному рівні з Sonic the Hedgehog 2. Спеціально для епізоду програмісти створили нову анімацію персонажів та переробили фізичний рушій першого епізоду. Було також вирішено додати до четвертої частини режим мультиплеєра.
У березні 2011 року розробка всіх проєктів компанії Sega, у тому числі Sonic the Hedgehog 4: Episode II, була тимчасово припинена у зв'язку зі стихійним лихом в Японії. У серпні того ж року продюсер гри Такаші Іізука заявив, що друга частина вийде не раніше 2012 року. Незважаючи на те, що перший епізод вийшов у 2010 році, а анонс другого відбувся лише наприкінці 2011 року, розробка гри практично не затримувалась — це було частиною задуманого графіка. Оскільки у 2011 році Соніку виповнювалося 20 років, було вирішено сфокусувати увагу на «ювілейній» грі Sonic Generations, не відволікаючись на щось інше. Через це планувалося оголосити про Episode II якомога раніше у 2012 році. На той час, коли Sonic Generations була випущена, розробка епізоду добігала кінця.
21 грудня 2011 року на офіційному форумі Sonic the Hedgehog 4 Кен Балоу виклав вірш-загадку, що містить натяк про нову інформацію, пов'язану з Episode II. У вірші згадувався англійський корабель HMS Warrior, спущений на воду 29 грудня 1860 року. Відвідувачі форуму висловили припущення, що анонс другого епізоду відбудеться 29 грудня. Як і було обіцяно, 29 грудня 2011 на сайті GameSpot було викладено інтерв'ю з Кеном і показаний перший тизер-трейлер гри. 9 січня 2012 був опублікований офіційний логотип Sonic the Hedgehog 4: Episode II. На ньому були зображені Сонік і Тейлз у таких позах, в яких вони були представлені на меню гри Sonic the Hedgehog 2. Після анонсу Sega проводила кампанію під назвою «П'ятниця концепт-арту», аналогічну тій, що проводилася для першого епізоду. Що п'ятниці у блозі Sega та на офіційній сторінці Sonic the Hedgehog на Facebook викладалися два концепт-арти з майбутньої гри. Кампанія була завершена 16 березня 2012.
Гра демонструвалася на виставці Penny Arcade Expo у Бостоні, США. Також Sega оголосила про програму заохочення фанатів під назвою «True Blue Initiative», яка раніше вже проводилася для Episode I. Згідно з програмою імена людей, які купили дві або більше версій гри для різних платформ, і надіслали Sega скріншоти або фотографії віртуальних чеків, що підтверджують покупку пізніше були включені у спеціальний відеоролик. Ті, хто придбав чотири версії, також отримали міні-плакат із автографами команди Sega of America. Після виходу гри, через сервіс Xbox Live гравцям із Північної Америки надавалася можливість зіграти у Sonic the Hedgehog 4: Episode II із співробітниками американської філії Sega. Як реклама епізоду біля підніжжя мосту Бей-Брідж (Сан-Франциско — Окленд) у Сан-Франциско було встановлено величезний щит із зображенням Sonic the Hedgehog 4: Episode II. Це стало першим разом з часів Dreamcast, коли Sega використовувала рекламні щити як просування своєї продукції.
Sonic the Hedgehog 4: Episode II вийшла у травні 2012 року. Незадовго до релізу, в результаті помилки, користувачі, що зробили попереднє замовлення проєкту в сервісі Steam, отримували можливість завантажити бета-версію під назвою Beta 8. Незважаючи на те, що протягом декількох годин помилка була виправлена, деякі користувачі все ж таки встигли придбати прототип. У ній були доступні всі рівні. Оскільки ті, хто отримав бета-версію, зробили це законно, без крадіжки або злому, спільнотою Sega було вирішено не видаляти повідомлення з інформацією про Beta 8 і не накладати бан на тих, хто розмістив їх. Витік також не вплинув на оголошену дату виходу Episode II. Примітно, що бета-версія першого епізоду гри свого часу теж витекла до Інтернету за кілька місяців до релізу.

### Саундтрек

Обкладинка альбому Sonic the Hedgehog 4 Episode II Original Soundtrack

Музика для Sonic the Hedgehog 4: Episode II була написана Дзюном Сеноуе, який також працював над саундтреком Episode I. Оригінальний саундтрек гри, що складається з 30 композицій, був випущений лейблом Wave Master 4 липня 2012 року в iTunes Store під назвою Sonic the Hedgehog 4: Episode II Original Soundtrack (яп. ソニック・ザ・ヘッジホッグ4 エピソードII オリジナルサウンドトラック, Сонікку дза Хедзіхоггу Фо: Епісо:до Цу Орідзінару Саундоторакку). 1 серпня 2012 року на території Японії відбувся вихід компакт-диску Sonic the Hedgehog 4 Episode I & II Original Soundtrack (яп. ソニック・ザ・ヘッジホッグ 4 エピソード I&II オリジナルサウンドトラック, Сонікку дза Хедзіхоггу Фо: Епісо:до Ван то Цу Орідзінару Саундоторакку) з музикою першого та другого епізодів. Крім основних саундтреків, трек «Boss: Metal Sonic» був включений в альбом 2016 року Sonic the Hedgehog 25th Anniversary Selection, випуск якого був приурочений до 25-річчя серії Sonic the Hedgehog.
| Sonic the Hedgehog 4: Episode II Original Soundtrack | Sonic the Hedgehog 4: Episode II Original Soundtrack | Sonic the Hedgehog 4: Episode II Original Soundtrack | Sonic the Hedgehog 4: Episode II Original Soundtrack |
| #                                                    | Назва                                                | Автор музики                                         | Тривалість                                           |
| ---------------------------------------------------- | ---------------------------------------------------- | ---------------------------------------------------- | ---------------------------------------------------- |
| 1.                                                   | «Title Screen»                                       | Дзюн Сеноуе                                          | 0:17                                                 |
| 2.                                                   | «Cut Scene: A New Frontier»                          | Дзюн Сеноуе                                          | 0:30                                                 |
| 3.                                                   | «Sylvania Castle Zone Act 1»                         | Дзюн Сеноуе                                          | 2:51                                                 |
| 4.                                                   | «Sylvania Castle Zone Act 2»                         | Дзюн Сеноуе                                          | 3:01                                                 |
| 5.                                                   | «Sylvania Castle Zone Act 3»                         | Дзюн Сеноуе                                          | 1:42                                                 |
| 6.                                                   | «Boss: Dr. Eggman»                                   | Дзюн Сеноуе                                          | 1:05                                                 |
| 7.                                                   | «White Park Zone Act 1»                              | Дзюн Сеноуе                                          | 2:28                                                 |
| 8.                                                   | «White Park Zone Act 2»                              | Дзюн Сеноуе                                          | 2:36                                                 |
| 9.                                                   | «White Park Zone Act 3»                              | Дзюн Сеноуе                                          | 1:31                                                 |
| 10.                                                  | «Boss: Metal Sonic»                                  | Дзюн Сеноуе                                          | 1:50                                                 |
| 11.                                                  | «Oil Desert Zone Act 1»                              | Дзюн Сеноуе                                          | 2:09                                                 |
| 12.                                                  | «Oil Desert Zone Act 2»                              | Дзюн Сеноуе                                          | 2:31                                                 |
| 13.                                                  | «Oil Desert Zone Act 3»                              | Дзюн Сеноуе                                          | 2:22                                                 |
| 14.                                                  | «Cut Scene: The Tornado Takes Off!»                  | Дзюн Сеноуе                                          | 0:45                                                 |
| 15.                                                  | «Sky Fortress Zone Act 1»                            | Дзюн Сеноуе                                          | 1:50                                                 |
| 16.                                                  | «Sky Fortress Zone Act 2»                            | Дзюн Сеноуе                                          | 3:16                                                 |
| 17.                                                  | «Sky Fortress Zone Act 3»                            | Дзюн Сеноуе                                          | 3:30                                                 |
| 18.                                                  | «Cut Scene: Introduction of Death Egg mk.II»         | Дзюн Сеноуе                                          | 1:01                                                 |
| 19.                                                  | «Death Egg mk.II Zone Act 1»                         | Дзюн Сеноуе                                          | 2:12                                                 |
| 20.                                                  | «A Duel with Metal Sonic — Stardust Speedway RMX»    | Наофумі Хатая                                        | 3:36                                                 |
| 21.                                                  | «Death Egg mk.II Zone Act 2»                         | Дзюн Сеноуе                                          | 2:58                                                 |
| 22.                                                  | «Cut Scene: Finale»                                  | Дзюн Сеноуе                                          | 0:27                                                 |
| 23.                                                  | «End Roll Medley»                                    | Дзюн Сеноуе                                          | 3:06                                                 |
| 24.                                                  | «Special Stage»                                      | Дзюн Сеноуе                                          | 2:54                                                 |
| 25.                                                  | «Cut Scene: Reboot»                                  | Спенсер Нільсен, Масафумі Огата                      | 1:07                                                 |
| 26.                                                  | «Cut Scene: Metal Sonic Returns!»                    | Дзюн Сеноуе                                          | 0:38                                                 |
| 27.                                                  | «Cut Scene: The Altar’s Hidden Treasure»             | Дзюн Сеноуе                                          | 0:36                                                 |
| 28.                                                  | «Cut Scene: In Pursuit of Sonic…»                    | Дзюн Сеноуе                                          | 0:33                                                 |
| 29.                                                  | «World Map»                                          | Дзюн Сеноуе                                          | 1:04                                                 |
| 30.                                                  | «Act Clear»                                          | Дзюн Сеноуе                                          | 0:06                                                 |
| 54:32                                                |                                                      |                                                      |                                                      |

## Критика
| Агрегатор    | Оцінка                                               |
| ------------ | ---------------------------------------------------- |
| GameRankings | 63,33 % (PS3) 61,32 % (X360) 52 % (ПК) 73,57 % (iOS) |
| Metacritic   | 63/100 (PS3) 61/100 (X360) 54/100 (ПК) 66/100 (iOS)  |

| Видання                      | Оцінка      |
| ---------------------------- | ----------- |
| 1Up.com                      | B+          |
| Electronic Gaming Monthly    | 6,5/10      |
| Eurogamer                    | 6/10        |
| Game Informer                | 5/10        |
| GameRevolution               | 2,5/5       |
| GameSpot                     | 6/10        |
| GamesRadar+                  | 5/10        |
| GameTrailers                 | 5,5/10      |
| GameZone                     | 7,5/10      |
| IGN                          | 6,5/10      |
| Official Xbox Magazine (США) | 7,5/10 8/10 |
| VideoGamer.com               | 5/10        |

Sonic the Hedgehog 4: Episode II отримала суперечливі відгуки від критиків. Середня оцінка, отримана від сайту Metacritic, становить 66 балів для iOS, 63 і 61 балів для PlayStation 3 і Xbox 360, та 54 балів для Windows. Подібна статистика опублікована і на сайті GameRankings — 73,57 % для iOS, 63,33 % для PlayStation 3, 61,32 % для Xbox 360, та 52 % для Windows. Незважаючи на середні оцінки, проїкту супроводжував комерційний успіх, але, за даними сайту Gamasutra, другий епізод виступив гірше за першу частину. У травні 2012 року Sonic the Hedgehog 4: Episode II посіла 5 місце серед найпопулярніших ігор місяця на сервісі PlayStation Network. У перший тиждень реліз версія для iPhone отримала статус «Гра тижня», а версія для Xbox Live Arcade — друге місце серед найпопулярніших ігор тижня на цьому сервісі (за іншими даними — четверте місце).
Більшість журналістів розкритикували гру за ігровий процес та взаємодію Соніка з Тейлзом на рівнях. Представник IGN Лукас Томас заявив, що фізика в другому епізоді, як і раніше, взята з Episode I, в якій відсутня «магія» його попередників на Mega Drive/Genesis. Така думка була у Лукаса Саллівана з GamesRadar: «На жаль, сиквелу до сиквела не вистачає „іскри“…». Епізоду не вистачає різних пристосувань, які були в інших частинах серії, наприклад, тут немає канатів, дельтапланів або величезних болтів. Завдяки великій кількості кілець та додаткових життів, у битві з босом померти практично неможливо. Проте в Sonic 4: Episode II поменшало ям, і поруч із ними стоять попереджувальні знаки. Кооперативна гра з Тейлзом є єдиним нововведенням в епізоді, але керувати лисеням дуже складно і сповільнює темп гри, але в той же час напарник допоможе гравцеві уникнути смерті в прірву або долетіти до найближчого виступу.
Критики негативно оцінили музичний супровід гри. Ден Уайтхейд із Eurogamer пише про саундтрек наступне: «Музика, як у Episode I — страшна підробка, і в ній має звучати аркадна музика. Вона виглядає і звучить як у грі про Соніка, але тільки здалек». На думку Саллівана, композиції та звукові ефекти розчарують фанатів серії, оскільки вони звучать як короткі MIDI-файли. Лукас Томас назвав мелодії «смішними» та «дуже короткими» за тривалістю, і додав, що вони не зовсім підходять для візуальної складової гри.
Дизайн рівнів та «Special Stages» були неоднозначно оцінені критиками. Річард Мітчелл з Joystiq назвав спеціальні етапи «чудовими», а локації — «нудними». Представник GameSpot Ерік Нейгер розкритикував лінійність рівнів, вважаючи, що через це не відчувається швидкість Соніка. Томас похвалив розробників за можливість проходження ігрових зон через мережу. У огляді від Absolute Games рівні було названо вміло складеним колажем, і «після невиразних, потворно намальованих пейзажів Episode I подібна краса виглядає по-морозному свіжо». Більшість критиків, описуючи локації, проводили паралелі з їхніми можливими прототипами зі старих ігор, що виходили на Mega Drive/Genesis: наприклад, «Oil Desert» — це з'єднання «Oil Ocean» з Sonic the Hedgehog 2 і «Sandopolis» з Sonic & Knuckles, а бій з Метал Соніком запозичено з Sonic CD. Уайтхейд рекомендує компанії Sega поглянути на Rayman Origins, щоб остаточно переконатися, що Сонік вже не вражає зі своїми одноманітними рівнями, поганою фізикою та нецікавим геймплеєм. Позитивні відгуки отримало доповнення Episode Metal. Критик із IGN зазначив, що хоча від епізоду з Метал Соніком гравець навряд отримає якесь задоволення, але саме через нього Episode II і коштує 30 доларів. Кріс Шиллінг із VideoGamer хоч і назвав робота на рівнях незграбним, проте Episode Metal, на його думку, повертає дух Episode I.

### Вплив
Після виходу Episode II, Sonic Team разом із Sega Studios Australlia розпочала розробку третього епізоду, який зрештою був скасований. Представник Sega раніше повідомляв, що, якщо Episode II буде хорошим, то буде випущений Episode III, потім Episode IV і так далі, доки компанія не буде готова до створення Sonic 5, проте представник припустив, що ця точка буде пройдена не раніше, чим після виходу Sonic 4: Episode IV. Після скасування Episode III команда розробників сфокусувалася на проєкті для мобільних пристроїв Sonic Runners.
У випуску № 3 журналу Sonic Super Special видавництва Archie Comics було опубліковано адаптацію Sonic the Hedgehog 4: Episode II.